# Polonia (Wisconsin)
Polonia – jednostka osadnicza w Stanach Zjednoczonych, w stanie Wisconsin, w hrabstwie Portage. Jedna z najstarszych polskich osad w Stanach Zjednoczonych, założona w latach 50. XIX wieku.